# Nacionalidad chipriota

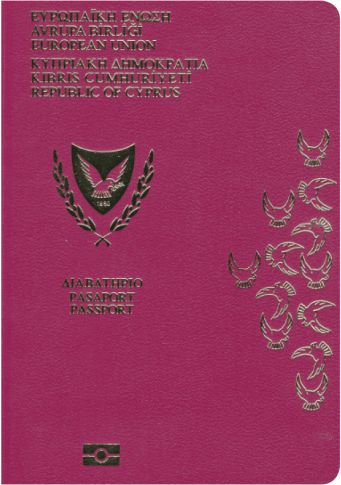
Pasaporte biométrico chipriota

Las leyes de nacionalidad chipriota se remontan a 1967, reemplazada en 2002 por la Ley de Registro Civil. Se basa principalmente en jus sanguinis.

## Adquisición de la ciudadanía chipriota
Hay varias formas de convertirse en ciudadano chipriota (ciudadano de la República de Chipre):

### Matrimonio con un ciudadano chipriota
El primero, estar casado con un ciudadano chipriota, requiere que uno esté casado por al menos 3 años, y haber completado 2 años de residencia en Chipre antes de la fecha de la solicitud.
En el caso de que el ciudadano chipriota viva en el extranjero, el solicitante debe haber estado casado con el ciudadano chipriota durante 3 años y presentar una carta de acompañamiento que explique por qué se desea la ciudadanía, o haber estado casado con el ciudadano chipriota durante 5 años y tener al menos un niño (en cuyo caso no se requiere una carta de acompañamiento). 
Los documentos requeridos son:
- Certificado de nacimiento del solicitante.
- Certificado de antecedentes penales limpios del solicitante.
- Certificado de matrimonio.
- Acta de nacimiento de los hijos de la pareja.
- Certificado de adquisición de la ciudadanía chipriota del cónyuge chipriota (cuando corresponda).
- Declaración de convivencia armoniosa firmada ante un Oficial de la Oficina de Administración del Distrito o la autoridad diplomática.
- Declaración de cohabitación de la autoridad local.
- La solicitud debe presentarse por duplicado y uno de los dos formularios debe presentar dos sellos por valor de 8,54 euros.
- Fotocopia del recibo por el importe de 300 euros abonados en concepto de tasas.

### Tener orígenes chipriotas
Para aplicar a través de este método, uno debe ser mayor de 18 años y, naturalmente, tener orígenes chipriotas, siempre que uno haya nacido en el extranjero después del 16 de agosto de 1960, con uno de sus padres en el momento del nacimiento, ciudadano chipriota. Se puede presentar esta solicitud si se trata de una persona nacida después del 11 de junio de 1999, cuya madre era ciudadana chipriota en el momento del nacimiento. 
Acompañando la solicitud debe ser:
- Certificado de nacimiento del solicitante.
- Certificado de matrimonio de los padres del solicitante.
- Fotocopia de los pasaportes del solicitante y de sus padres.
- Certificado de registro del padre chipriota (cuando corresponda)
- Copia del comprobante de tasas abonadas 20 euros
- Sello por valor de 8,54 euros adjunto a la solicitud

### Naturalización
La naturalización se conoce como el proceso por el cual un no ciudadano de un país, en este caso Chipre, puede convertirse en ciudadano de ese país. El proceso puede realizarse a través de un estatuto o una solicitud a las autoridades pertinentes. 

#### Naturalización por tiempo de residencia
Un extranjero que no sea étnico chipriota puede aplicar para la ciudadanía chipriota si ha residido en el país durante siete años, habiendo residido continuamente durante el último año.

#### Ciudadanía por inversión
En marzo de 2014, el Consejo de Ministros de Chipre revisó el Esquema para la Naturalización de los Inversores en Chipre por Excepción como parte de los intentos del gobierno de atraer inversores extranjeros al país. Uno de estos intentos incluyó un programa que otorgó a los solicitantes el derecho a vivir, trabajar y estudiar en Chipre y en la Unión Europea. 
El 13 de septiembre de 2016, el Consejo de Ministros de Chipre aprobó un nuevo programa de criterios financieros para los inversores que desean obtener la ciudadanía de Chipre (Programa de Inversión de Chipre). Los solicitantes que soliciten la ciudadanía chipriota a través de esta opción de ciudadanía por inversión deben invertir activamente en la economía de Chipre, comprando principalmente bienes inmuebles a un valor mínimo de 2 millones de euros que deben mantenerse durante al menos 3 años. A partir de entonces, la propiedad puede venderse y deben mantener una propiedad de al menos 500 000 euros indefinidamente. La ciudadanía por inversión incluye al solicitante principal y su cónyuge y dependientes solteros de 27 años o menos. Los padres solicitantes principales también se pueden agregar para una inversión adicional de 500 000 euros.
Después de las modificaciones recientes a los procedimientos, la ciudadanía ahora solo se aprueba después de 6 meses en lugar de 3 meses como antes.
Los últimos cambios importantes en el programa de inversiones de Chipre fueron aprobados por el Consejo de Ministros el 13 de febrero de 2019. Estos proporcionan principalmente una donación obligatoria adicional a organizaciones gubernamentales de 150 000 €. Además, los solicitantes deben tener un visado Schengen válido antes de presentar la solicitud y deben conservar las inversiones por un período de 5 años en lugar de 3.
Las ciudades populares para la inversión inmobiliaria son las siguientes (abril de 2017):
- Limassol
- Pafos
- Agia Napa
- Larnaca

Pafos y Agia Napa son ciudades turísticas y las poblaciones fluctúan dramáticamente entre las temporadas de verano e invierno.
Ahora se ha dado el visto bueno a tres grandes proyectos de Marina: cada conjunto para regenerar sus áreas respectivas y, por lo tanto, ofrecer nuevas opciones a los inversores ciudadanos.
1. Limassol Marina - 100% construido (agosto de 2017) 2. Ayia Napa Marina - 70% completado (noviembre de 2018) con una fecha de finalización establecida para 2019 3. Pafos Marina - No ha comenzado todavía. La financiación sigue siendo un obstáculo y puede significar que el proyecto podría redimensionarse hacia abajo.  

## Doble nacionalidad
La doble ciudadanía es aceptada.

## Ciudadanía de la Mancomunidad de Naciones
Los ciudadanos chipriotas también son ciudadanos de la Mancomunidad de Naciones. 

## Ciudadanía de la Unión Europea
Un ciudadano de Chipre también es ciudadano de la Unión Europea, por lo que les da derecho a vivir y trabajar en cualquier país miembro libremente.  

## Libertad de viaje de los ciudadanos chipriotas

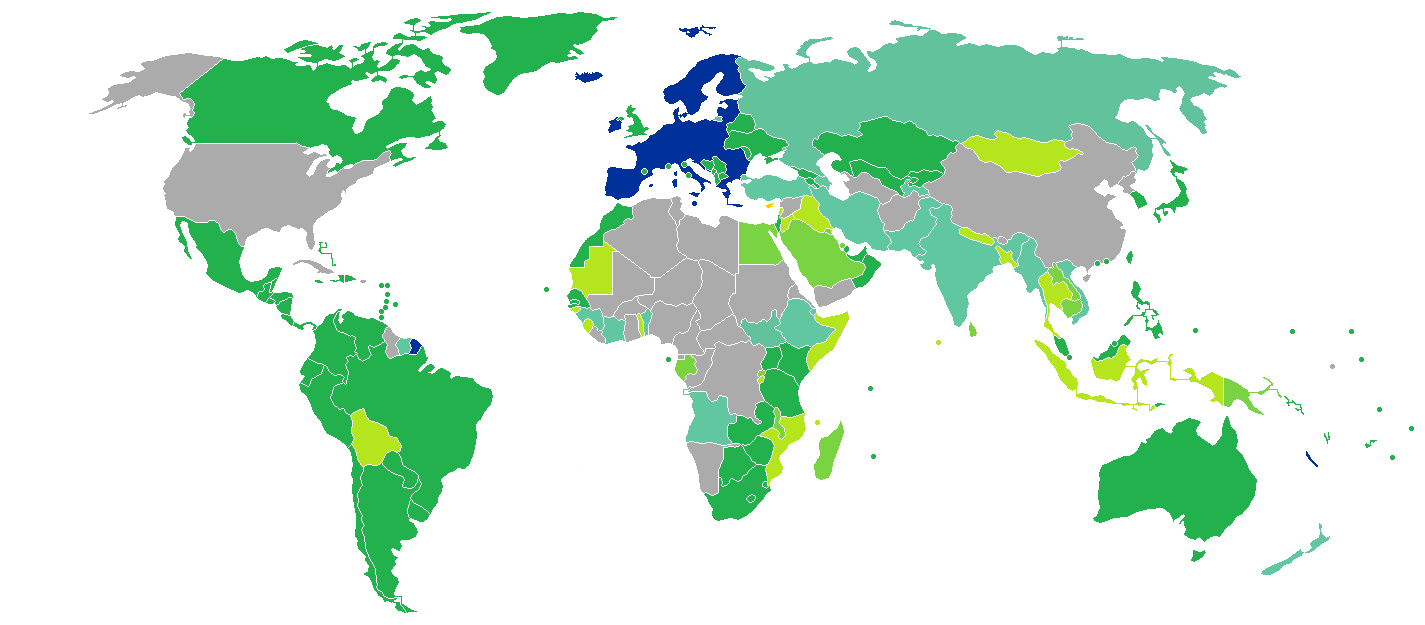
Requisitos de visado para Ciudadanos Chipriotas

En marzo de 2019, los ciudadanos chipriotas tenían accesos a 173 países y territorios, dejándolo en puesto 16 según Henley Passport Index.